# Gregor Nöcker
Gregor Nöcker (* 14. Juni 1967) ist ein deutscher Jurist. Er ist seit dem 9. August 2012 Richter am Bundesfinanzhof.

## Leben und Wirken
Nöcker absolvierte nach dem Abitur zunächst eine Ausbildung zum Bankkaufmann und war mehrere Jahre in einer Bank tätig. Von 1990 bis 1994 studierte er Rechtswissenschaften und Betriebswirtschaft. Nach dem Abschluss der juristischen Ausbildung war er ab 1997 als Rechtsanwalt in einer Anwaltssozietät tätig. 1998 schloss er das Studium der Betriebswirtschaft an der Fernuniversität Hagen als „Diplom-Kaufmann“ ab. 1999 wurde er zum Dr. jur. promoviert. Nöcker legte zudem die Steuerberaterprüfung ab und war ab Januar 2000 auch als Steuerberater tätig. Im Juli 2000 trat er in den Dienst der Finanzverwaltung des Landes Nordrhein-Westfalen ein. 2002 wechselte er als Richter an das Finanzgericht Münster.
Das Präsidium des Bundesfinanzhofs wies Nöcker zunächst dem vornehmlich für die Besteuerung von Einzelgewerbetreibenden und die Rentenbesteuerung zuständigen X. Senat zu.
Nöcker ist Honorarprofessor an der Hochschule Osnabrück.